# Закон Дании об именах
Закон Дании об именах (дат. Navnelov) — закон, устанавливающий правила использования личных имён в Дании. Регулируются имя, отчество, фамилия. Определяется, какие персоналии какие имена могут получить и какие имена могут сохраняться внутри семьи.

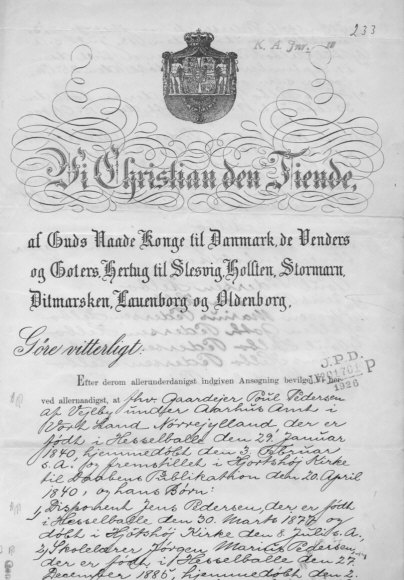
Сертификат об изменении имени. 1917 год.

Первый закон об именах был введён Фредериком I в 1526 году. Последние изменения были внесены в 2005 году (вступили в силу 1 апреля 2006 года), эти изменения облегчают процедуру изменения родового имени,что позволяет датчанам преодолеть, так называемый, Закон Янте.
Закон Дании об именах традиционен и аналогично действует в странах Северной Европы. Так, родители в Дании, могут выбрать имя из Списка датских имён. Или заказать справку о желаемом имени, насколько оно соответствует действующему закону об именах. Выбор ограничивается примерно 18 тыс. именами женского типа и 15 тыс. имён мужского типа. 

## Историческая справка
Фамилии в современном понимании - родовые имена, передаваемые по наследству из поколения в поколение - появились в Дании в XV-XVI веках. Это было вызвано развитием экономических отношений и, в частности, - необходимостью урегулирования института наследования.
Фактически же фамилии стали применяться в Дании лишь в XIX веке.

## См.также
- Закон Финляндии об именах